# عمو نینو
عمو نینو (به انگلیسی: Uncle Nino) فیلمی محصول سال ۲۰۰۳ و به کارگردانی رابرت شالکراس است. در این فیلم بازیگرانی همچون جو مانتگنا، آن آرچر، پیرینو ماسکارینو، تره‌ور مورگن، گیا مانتگنا و جسیکا کارن ایفای نقش کرده‌اند.